# تپه ده‌کن چپ دره
تپه ده کن چپ دره مربوط به سدهٔ ۶ تا۸ ه.ق است و در شهرستان تکاب، بخش مرکزی، دهستان کرفتو، روستای چپ دره واقع شده و این اثر در تاریخ ۷ اسفند ۱۳۸۵ با شمارهٔ ثبت ۱۷۶۳۶ به‌عنوان یکی از آثار ملی ایران به ثبت رسیده است.